# Мендес, Густаво
Густа́во Эми́лио Ме́ндес Тече́ра (исп. Gustavo Emilio Méndez Techera; род. 3 февраля 1971, Монтевидео) — уругвайский футболист, защитник. Известен по выступлениям за клубы «Насьональ», «Виченца» и сборную Уругвая. Участник чемпионата мира 2002 года.

## Клубная карьера
Мендес — воспитанник клуба «Насьональ». В 1990 году он дебютировал в уругвайской Примере, а через два года стал чемпионом Уругвая. В составе «Насьоналя» Густаво провёл пять сезонов, но так и не стал основным футболистом, в большинстве матчей выходя на замену.
В 1995 году он перешёл в итальянскую «Виченцу». В своём первом сезоне Мендес помог команде выиграть Кубок Италии. В 1999 году клуб вылетел из Серии А, и Густаво перешёл в «Торино». В первом же сезоне его команды вылетела в Серию B, но Мендес остался и помог ей вернуться в элиту в следующем году. В 2002 году он перешёл в «Кальяри», но, так и не сыграв ни одного матча, вернулся на родину в «Насьональ». В 2005 году он завершил карьеру в родном клубе.

## Международная карьера
29 августа 1993 года в товарищеском матче против сборной Венесуэлы Мендес дебютировал за сборную Уругвая. В 1995 году он принял участие розыгрыше Кубка Америки и стал обладателем трофея. В 1997 году Мендес занял с национальной командой четвёртое место на Кубке Конфедераций.
В 2002 году Густаво попал в заявку сборной на участие в чемпионате мира в Японии и Южной Корее. На турнире он принял участие в матче против команды Дании.

## Достижения
Командные
«Насьональ»
- Чемпионат Уругвая по футболу — 1992

«Виченца»
- Обладатель Кубка Италии — 1997

Международные
Уругвай
- Кубок Америки по футболу — 1995